# 무쓰이치카와역
무쓰이치카와역(일본어: 陸奥市川駅)은 일본 아오모리현 하치노헤시에 위치한 아오이모리 철도 아오이모리 철도선의 철도역이다. 이 역은 시점인 메토키 역으로부터 34.4km 떨어져 있으며, 도쿄역부터는 651.1km 만큼 떨어져 있는 역이다.

## 승강장
상대식 승강장 2면 2선의 지상역이며 양쪽 승강장은 과선교로 이어져 있다. 역사무원은 없다.

### 타는 곳
| 번선 | 노선                | 방향 | 행선                            |
| ---- | ------------------- | ---- | ------------------------------- |
| 1    | ■ 아오이모리 철도선 | 상행 | 하치노헤 · 산노헤 방면          |
| 3    | ■ 아오이모리 철도선 | 하행 | 미사와 · 노헤지 · 아오모리 방면 |

## 역세권 정보
- 국도 제45호선
- 육상자위대 하치노헤 주둔지

## 역사
- 1926년 11월 5일: 도도로키 신호장(일본어: 轟信号場, とどろきしんごうじょう)으로 영업 개시.
- 1944년 10월 11일: 철도역으로 승격. 무쓰이치카와역으로 명칭 변경.
- 1971년 10월 1일: 화물 업무 폐지.
- 1987년 4월 1일 : 민영화에 따라, 동일본 여객철도가 계승.
- 1988년: 역사에 있는 맞이방을 철거.
- 1999년: 역 사무원 배치 폐지.
- 2010년 12월 4일 : 도호쿠 신칸센이 신아오모리역까지 연장 개통함에 따라 아오이모리 철도로 이관.

## 인접역
| 아오이모리 철도 ■ 아오이모리 철도선 | 아오이모리 철도 ■ 아오이모리 철도선 | 아오이모리 철도 ■ 아오이모리 철도선 |
| ----------------------------------- | ----------------------------------- | ----------------------------------- |
| 하치노헤 모리오카 방면              | 보통                                | 시모다 방면 아오모리 방면           |